# Jack B. Child
| (5630) Billschaefer                                                                              | 21. März 1993      |     |
| (6525) Ocastron                                                                                  | 20. September 1992 | [1] |
| (7779) Susanring                                                                                 | 19. Mai 1993       |     |
| (7780) Maren                                                                                     | 15. Juli 1993      | [2] |
| (9984) Gregbryant                                                                                | 18. April 1996     | [3] |
| (10168) Stony Ridge                                                                              | 4. Februar 1995    | [4] |
| (12446) Juliabryant                                                                              | 15. August 1996    | [3] |
| (17640) Mount Stromlo                                                                            | 15. August 1996    | [3] |
| (18506) 1996 PY6                                                                                 | 15. August 1996    | [3] |
| (55816) 1995 CO                                                                                  | 4. Februar 1995    | [4] |
| (59476) 1999 HQ2                                                                                 | 21. April 1999     |     |
| (90862) 1996 KM1                                                                                 | 22. Mai 1995       | [3] |
| (120640)1996 PN                                                                                  | 9. August 1996     | [3] |
| - [1] mit Greg Fisch - [2] mit Eleanor Helin - [3] mit Robert McNaught - [4] mit John E. Rodgers |                    |     |

Jack B. Child (* 1951) ist ein US-amerikanischer Amateurastronom und Asteroidenentdecker.
Der Software-Ingenieur am Jet Propulsion Laboratory begann 1980 am Ford-Observatorium mit der Asteroidenphotographie als Unterstützer der Planet-Crossing Asteroid Survey (PCAS). Im Laufe seiner Tätigkeit entdeckte er, teilweise zusammen mit anderen Astronomen, zwischen 1992 und 1999 insgesamt dreizehn Asteroiden.
Der Asteroid (4580) Child wurde nach ihm benannt.